# Bradysia dichaeta
Bradysia dichaeta là một ruồi trong họ Sciaridae, thuộc chi Bradysia. Loài này được Shaw miêu tả khoa học đầu tiên năm 1941.